# کاپر کوو ویلیج (کالیفرنیا)
کاپر کوو ویلیج (به انگلیسی: Copper Cove Village) یک منطقهٔ مسکونی در ایالات متحده آمریکا است که در شهرستان کالاوراس، کالیفرنیا واقع شده‌است. کاپر کوو ویلیج ۲۶۶ متر بالاتر از سطح دریا واقع شده‌است.